# Прохоров, Александр Иванович
Александр Иванович Прохоров (16 августа 1921; Покровское-Жуково, Клинский уезд, РСФСР — 18 февраля 2004; Россия) — советский футболист, защитник. Мастер спорта СССР (1945)

## Биография
Воспитанник футбольного клуба «Локомотив» из Москвы. Первые матчи на профессиональном уровне Прохоров провёл именно в этой команде.
В 1941 году перешёл в состав Команды Красной Армии Москвы (нынешний ЦСКА). Дебютировал за новую команду Прохоров 18 мая 1941 года в матче против «Спартака» их Харькова. В Великой Отечественной войне никто из «армейцев» не участвовал, благодаря закону, который не позволял отправлять футболистов на фронт. Тем не менее, команда не распускалась. После войны Александр стал одним из ключевых игроков ЦДКА. Прохоров играл в стане армейцев до 1947 года, набрав за это время 87 матчей во всех турнирах.
В 1948 году по приглашению Василия Сталина Александр отправился играть за столичный ВВС и играл там вплоть до 1952 года, когда команда расформировалась. Интересно, что первый гол на профессиональном уровне Прохоров забил в 1949 году с пенальти в ворота ленинградского «Зенита».
После завершения карьеры Александр работал учителем физкультуры, дворником и слесарем.
Скончался 18 февраля 2004 года в Москве.